# Matthew Wilson (rallyförare)
Matthew Wilson, född 29 januari 1987 i Cockermouth i Storbritannien, är en brittisk rallyförare. Hans bästa placering någonsin i en rallydeltävling är en fjärde plats, vilket skedde i Japan 2007. Han bor i Cumbria, Storbritannien.
Han tog sin första poäng i Argentina 2006